# Santa Rita de Minas
Santa Rita de Minas este un oraș din statul Minas Gerais (MG), Brazilia.